# 塔拉拉省

塔拉拉省（西班牙語：Provincia de Talara），是秘魯的省份，位於該國西北部皮烏拉大區，首府是塔拉拉，始建於1956年3月16日，海拔高度2,178米，面積2,799平方公里，2007年人口129,396，人口密度每平方公里46.22人。